# Grady Cofer
Grady Cofer é um especialista em efeitos especiais americano. Como reconhecimento, foi nomeado ao Óscar 2019 na categoria de Melhores Efeitos Visuais por Ready Player One (2018).